# 左绪文
左绪文（1954年—），湖北潜江人，汉族，中华人民共和国政治人物、第十二届全国人民代表大会湖北地区代表。
加入中国共产党。2013年，担任全国人大代表。